# James Agee
James Rufus Agee (27 de novembre de 1909- 16 de maig de 1955) va ser un escriptor i periodista estatunidenc. La seva novel·la autobiogràfica Una mort a la família, apareguda el 1957, va guanyar el premi Pulitzer el 1958, i és considerada una obra mestra. Va col·laborar també en el cinema, com a crític i com a guionista de dues pel·lícules.

## Trajectòria
Agee va néixer al carrer 15 de Highland streets a Knoxville (Tennessee). Quan tenia 6 anys va perdre el seu pare, en un accident automobilístic, succés que pesarà durant tota la seva vida. Des dels set anys va estudiar juntament amb la seva germana menor, Enma, en diversos internats. El més decisiu va ser el Saint Andrews School for Mountain Boys, que estava localitzat a prop de la casa d'estiueig de la seva mare, a uns tres quilòmetres de Sewanee (Tennessee).
El col·legi estava regit per l'Ordre Anglicana de la Santa Creu. Allà va conèixer, el 1919, al Pare Flye i la seva esposa que vivien als terrenys del col·legi i amb els quals mantindrà amistat fins a la mort. La correspondència entre ambdós és reveladora de la complexitat vital de Agee:Letters of James Agee to Father Flye(1962). La seva mare es va casar amb el Pare Erskind Wright el 1924, comptable del col·legi St Andrews, i es traslladen a Rockland (Maine).
Agee va acudir a l'Escola Superior el curs 1924-1925. El mateix estiu va viatjar a Europa amb el pare Flye. A la tornada, a la tardor de 1925, va entrar a la Phillips Exeter Academy, elitista internat de l'estat de New Hampshire. Aquí va ser nomenat, el 1927, editor del Exeter Monthly i president del Lantern Club (societat literària).
A la tardor de 1928 va ingressar a la Universitat Harvard, sent el seu company d'habitació Robert Saudek. Durant l'estiu de 1929 va treballar en els camps de blat de Nebraska i Kansas. Amb Robert Fitzgerald va assistir a les classes de Robert Hilly i I. A. Richards, i el 1930 i el 1931 va ser nomenat editor en cap de Harvard Advocate. A la primavera de 1932, es va graduar a Harvard.
Donada la seva confecció d'un número paròdic de Time, i amb els esforços de Dwight Macdonald, va ser contractat com a reporter i després com a escriptor de plantilla de Fortune a l'edifici Chrysler. L'estiu de 1936 va passar vuit setmanes a l'estat d'Alabama amb el fotògraf Walker Evans, entrevistant i fotografiant a famílies de petits agricultors, va ser una experiència decisiva en la seva vida.
Es va casar tres vegades i va tenir quatre fills. El 1951, Agee va patir el seu primer atac al cor, d'un altre moriria quatre anys després en un taxi de Nova York.

## Obra
Després de llicenciar-se, va escriure articles per a Fortune i per al Times. El 1934, va publicar la seva primera col·lecció de poemes, Permit Me Voyage, amb un pròleg d'Archibald MacLeish.
D'altra banda, encara que Fortune mai va publicar els articles que li va encarregar en el seu viatge de 1936, es van recopilar després en un llibre publicat el 1941, Lloem ara homes famosos. Ha estat seleccionat per la Biblioteca Pública de Nova York com un dels millors llibres del segle xx.
La relació amb el món del cinema comença el 1942, quan es converteix en crític cinematogràfic, primer per a la revista Time i després a The Nation: va ser un dels més influents i originals dels Estats Units. Les crítiques d'Agee es van editar després de la seva mort amb el títol Agee on film.
El 1948 abandona Time i escriu, sota contracte amb Huntington Hartford, guions de pel·lícules basats en The Blue Hotel i The Bride Comes to Yellow Sky de Stephen Crane. Escriu una narració per a la pel·lícula de Helen Levitt, The Quiet One. En aquest any s'estrena Knoxville Summer of 1915 per a soprano i orquestra, amb música de Samuel Barber i lletra de Agee, on canta Elenor Steben.
Destaca el seu guió per La reina d'Àfrica, dirigida per John Huston. El 1954 escriu un altre guió famós, La nit del caçador, basat en la novel·la de Davis Grubb; va ser dirigida per Charles Laughton.
El 1957 es va publicar la seva segona novel·la, Una mort a la família, basada en els successos que van envoltar la mort del seu pare i que el 1958 va rebre el premi Pulitzer de ficció, és considerada una de les grans novel·les del segle XX als Estats Units. Va ser portada al teatre amb èxit el 1960 i també es va rodar una pel·lícula (1963), ambdues amb el títol de All the Way Home.
L'abril de 2014 ha aparegut traduïda al castella la seva obra Algodoneros. Tres famílias de arrendatarios, que va escriure el 1936 per a Fortune, però que aquesta no va publicar. L'edició, amb fotografies de Walker Evans, és de Capitán Swing, amb traducció de Alicia Frieyro.
Durant la seva vida no va tenir gran reconeixement públic, però la seva reputació literària ha anat creixent després de la seva mort. Avui està reunida la seva prosa en The Collected Short Prose of James Agee.

## Publicacions
- Permit Me Voyage (1934)
- Cotton Tenants: Three Families (1936, però publicada el 2013)
- Let Us Now Praise Famous Men: Three Tenant Families (1941). >>Trad.: Elogiemos ahora a hombres famosos, Planeta, 2009.
- The African Queen
- The Morning Watch (1950).
- The Night of the Hunter
- A Death in the Family (1958).
- Agee on Film I (1958).
- Agee on Film II (1960),
- Letters of James Agee to Father Flye (1962)